# Xavier Elsässer
Xavier Elsässer (* 10. November 1805 in Pruntrut; † 21. Dezember 1871 ebenda) war ein Schweizer Politiker. Von 1851 bis 1854 gehörte er dem Nationalrat an, von 1850 bis 1852 war er Regierungsrat des Kantons Bern.

## Biografie
Der Sohn eines Notars absolvierte das Kollegium in Pruntrut und studierte anschliessend Recht an den Universitäten Dijon und Paris. Ab 1833 war er in Pruntrut als Rechtsanwalt tätig, ab 1835 auch als Notar. Elsässer war zunächst liberal, wandte sich aber allmählich den Katholisch-Konservativen zu. Grund dafür war 1836 die Annahme der Badener Artikel durch den Grossen Rat des Kantons Bern: Deren Umsetzung führte im katholischen Teil des Berner Jura zu einem Volksaufstand, der mit militärischen Mitteln unterdrückt wurde.
1846 war Elsässer Mitglied des Verfassungsrates. Der Grosse Rat, der nach den Wahlen von 1850 über eine knappe konservative Mehrheit verfügte, wählte ihn zum Regierungsrat. Er war für die Justiz- und Polizeidirektion zuständig, legte das Amt aber nur zwei Jahre später nieder. Elsässer kandidierte bei den Nationalratswahlen 1851 und wurde im Wahlkreis Jura gewählt. Drei Jahre später verzichtete er auf eine Wiederwahl. 1857 blieb eine weitere Kandidatur erfolglos.
Elsässer war ein Onkel des Politikers Casimir Folletête.